# Naxalbari
Naxalbari és el nom d'un poble i un bloc de desenvolupament comunitari a la part septentrional de l'estat de Bengala Occidental, a l'Índia. El bloc de Naxalbari està subjecte a la jurisdicció de la subdivisió de Siliguri del districte de Darjeeling. Naxalbari és conegut per ser l'indret on va tenir lloc a finals dels anys 1960 la Insurgència naxalita.

## Geografia
Naxalbari es troba a 26° 41′ N, 88° 13′ E / 26.68°N,88.22°E, i s'eleva 152 metres sobre el nivell de la mar.
Naxalbari està situat a la regió de Terai, als peus de l'Himàlaia. A l'oest de Naxalbari, a través del riu fronterer de Mechi, es troba el Nepal. La terra que envolta Naxalbari és una extensió de 182,02 km² formada per granges, plantacions de te, boscos i pobles petits. El bloc de Naxalbari consta de sis gram panchayats («consells del poble») que són, de nord a sud, Gossainpur, Lower Bagdogra, Upper Bagdogra, Hatighisha, Naxalbari i Moniram. El bloc de Naxalbari tenia 144.915 habitants l'any 2001.

## Història
El 1967, es va produir a Naxalbari un alçament de camperols pobres d'esquerres conegut com la Insurrecció naxalita, que prossegueix a dia d'avui. L'incident que va desencadenar l'aixecament va tenir lloc el 25 de maig de 1967 a la localitat de Bengai Jote, quan la policia va obrir foc contra un grup de pagesos que reclamaven els seus drets sobre els cultius d'una determinada extensió de terreny. El tiroteig va acabar amb la vida de 9 adults i 2 infants sense identificar.
El Partit Comunista de l'Índia (Marxista) ha erigit bustos de Lenin, Stalin, Mao i Charu Majumdar en el terreny on es va desencadenar la insurrecció. També hi ha una columna que conté els noms de les persones mortes durant el tiroteig: Dhaneswari Devi (dona), Simaswari Mullick (dona), Nayaneswari Mullick (dona), Surubala Burman (dona), Sonamati Singh (dona), Fulmati Devi (dona), Samsari Saibani (dona), Gaudrau Saibani (home), Kharsingh Mullick (home) i "dos infants".

## Administració
El bloc de Naxalbari consta d'una localitat censal, Uttar Bagdogra, i d'àrees rurals amb 6 gram panchayats: Gossaipur, Lower Bagdogra, Nakshalbari, Hatighisa, Maniram i Upper Bagdogra.
El bloc compta amb dues estacions de policia: Bagdogra i Naxalbari. La seu central del bloc es troba en Naxalbari. Naxalbari té una estació de trens a la línia Katihar-Siliguri.